# Rogneda westbladi
Rogneda westbladi är en plattmaskart som beskrevs av Tor Karling 1953. Rogneda westbladi ingår i släktet Rogneda och familjen Polycystididae. Inga underarter finns listade i Catalogue of Life.